# Elimination Chamber (2014)
Elimination Chamber (2014) — пятое по счёту шоу Elimination Chamber, PPV-шоу производства американского рестлинг-промоушна WWE. Шоу прошло 23 февраля 2014 года в «Таргет-центре» в Миннеаполисе, Миннесота, США.

## Производство

### Предыстория
Elimination Chamber — это шоу, впервые проведенное американским промоушеном WWE в 2010 году. С тех пор оно проводится каждый год, за исключением 2016 года, обычно в феврале. Концепция мероприятия заключается в том, что внутри структуры Elimination Chamber (рус. Ликвидационная камера) проводятся один или два матча, в которых на кону стоят либо чемпионские титулы, либо будущие шансы на чемпионство.
В 2011 году и с 2013 года в Германии это шоу называлось как No Escape, поскольку было высказано опасение, что название «Ликвидационная камера» может напомнить людям о газовых камерах, использовавшихся во время Холокоста.
Билеты на это шоу поступили в продажу 16 декабря 2013 года.
8 января 2014 года на официальном сайте WWE был представлен постер на это шоу. На нем изображена Стефани Макмэн и сама Клетка Уничтожения.

## Результаты
| №                                | Матч | Тип Матча                                                          | Время |
| -------------------------------- | --- | ------------------------------------------------------------------ | ----- |
| Kickoff                          | Братство (Коди Роудс и Голдаст) победили РайбАксель (Райбек и Кёртиса Акселя) (с Ларри Хеннигом)            | Командный матч                                                     | 10:20 |
| 1                                | Биг И (с) победил Джека Сваггера                                                                            | Одиночный матч за титул Интерконтинентального чемпиона WWE         | 11:50 |
| 2                                | Изгои Нового Века (Дорожный Пёс и Билли Ганн) (с) победили Братьев Усо (Джимми и Джей)                      | Командный матч за титул Командных чемпионов WWE                    | 8:37  |
| 3                                | Тайтус О’Нил победил Дэррена Янга                                                                           | Одиночный матч                                                     | 6:17  |
| 4                                | Семья Уайаттов (Брэй Уайатт, Люк Харпер и Эрик Роуэн) победила Щит (Дин Эмброус, Роман Рейнс и Сет Роллинс) | Командный поединок 3x3                                             | 22:44 |
| 5                                | Кэмерон победила Эй Джей Ли (с) по дисквалификации                                                          | Одиночный матч за титул Чемпионки Див                              | 3:59  |
| 6                                | Батиста победил Альберто Дель Рио                                                                           | Одиночный матч                                                     | 7:09  |
| 7                                | Рэнди Ортон (с) победил Шеймуса, Джона Сину, Дэниела Брайана, Сезаро и Кристиана                            | Elimination Chamber матч за титул Чемпиона мира в тяжёлом весе WWE | 37:33 |
| (c) — чемпион на момент поединка | |                                                                    |       |

### Клетка уничтожения
| # вылета   | Рестлер       | # выхода | Уничтожил     | Как уничтожен                  | Время |
| ---------- | ------------- | -------- | ------------- | ------------------------------ | ----- |
| 1          | Шеймус        | 2        | Кристиан      | Frog Splash                    | 26:00 |
| 2          | Кристиан      | 4        | Дэниел Брайан | Running single leg high knee   | 27:12 |
| 3          | Сезаро        | 1        | Джон Сина     | STF                            | 30:10 |
| 4          | Джон Сина     | 5        | Рэнди Ортон   | Sister Abigail от Брэя Уайатта | 32:38 |
| 5          | Дэниел Брайан | 3        | Рэнди Ортон   | Throat thrust от Кейна + RKO   | 37:33 |
| Победитель | Рэнди Ортон   | 6        | …             | …                              | …     |